# Krása (částice)
Krása (symbol B) je kvantové číslo vůně odrážející rozdíl mezi počtem antikvarků b a počtem kvarků b, které jsou přítomny v částicích:
{\displaystyle B^{\prime }=-(n_{b}-n_{\bar {b}})}
Kvarky b mají podle konvence krásu -1, zatímco antikvarky mají krásu +1. Konvence je, že označení kvantového číslo vůně je stejné jako označení elektrického náboje (Q) tohoto kvarku (v tomto případě, Q= -1/3)
Stejně jako u jiných kvantových čísel vůně je krása zachována v silné interakci a elektromagnetismu ale ne v slabé interakci. U slabých reakcí prvního řádu platí, že {\displaystyle \Delta B^{\prime }=\pm 1}.